# 金沢村 (愛知県知多郡)
金沢村（かなざわむら）は、愛知県知多郡にかつて存在した村である。
現在の知多市南部（大草・金沢・南粕谷・旭南・大興寺など）に該当する。

## 歴史
- 1878年（明治11年）12月28日 - 羽根村、北粕谷村、南粕谷村、大興寺村、大草村が合併し、金沢村となる
- 1881年（明治14年） - 金沢村が金沢村[1]、南粕谷村、大興寺村、大草村に分立する。
- 1889年（明治22年）10月1日 - 金沢村、南粕谷村、大興寺村、大草村が合併し、金沢村が発足。
- 1906年（明治39年）4月10日 - 日長村と合併し旭村が発足。同日金沢村は廃止。

## 教育
- 尋常小学校金沢学校（現・知多市立旭南小学校）